# Resolutie 204 Veiligheidsraad Verenigde Naties
Resolutie 204 van de Veiligheidsraad van de Verenigde Naties werd op 19 mei 1965 unaniem aangenomen. De resolutie vroeg Portugal opnieuw om de soevereiniteit van Senegal, een buurland van Portugees-Guinea, te respecteren.

## Achtergrond
Toen na de Tweede Wereldoorlog de dekolonisatie van Afrika op gang kwam, ontstonden ook in de Portugese koloniën op het continent onafhankelijkheidsbewegingen. In tegenstelling tot andere Europese landen voerde het dictatoriale regime dat Portugal destijds kende dertien jaar lang oorlog in Angola, Guinee-Bissau, Kaapverdië en Mozambique. Behalve in Guinee-Bissau kon het Portugese leger overal de bovenhand halen, maar de oorlog kostte handenvol geld en het land raakte internationaal geïsoleerd. Pas toen de Anjerrevolutie in 1974 een einde maakte aan de dictatuur, werden ook de koloniën als laatsten in Afrika onafhankelijk.
De rebellen in Portugees-Guinea werden gesteund door buurland Senegal. Het Portugese leger schond dan ook geregeld de grens tussen beide landen in de strijd tegen de rebellen.

## Inhoud
De Veiligheidsraad had opnieuw een klacht van Senegal ontvangen over Portugese invallen op zijn grondgebied, en hierover verklaringen van beide partijen gehoord. Men bevestigde resolutie 178, en vroeg Portugal opnieuw de soevereiniteit en territoriale integriteit van Senegal te respecteren.

## Verwante resoluties
- Resolutie 180 Veiligheidsraad Verenigde Naties
- Resolutie 183 Veiligheidsraad Verenigde Naties
- Resolutie 218 Veiligheidsraad Verenigde Naties
- Resolutie 268 Veiligheidsraad Verenigde Naties

Lijst ·  200 ·  201 ·  202 ·  203 ·  204 ·  205 ·  206 ·  207 ·  208 ·  209 ·  210 ·  211 ·  212 ·  213 ·  214 ·  215 ·  216 ·  217 ·  218 ·  219